# Bulbophyllum tenuipes
Bulbophyllum tenuipes är en orkidéart som beskrevs av Rudolf Schlechter. Bulbophyllum tenuipes ingår i släktet Bulbophyllum och familjen orkidéer. Inga underarter finns listade i Catalogue of Life.